# Smith Dobson
Smith Weed Dobson IV (* 7. Februar 1947 in Stockton (Kalifornien); † 20. April 2001 in Santa Cruz, Kalifornien) war ein US-amerikanischer Jazzpianist, Sänger und Arrangeur, der vor allem in der San Francisco Bay Area aktiv war.

## Leben und Wirken
Smith Dobson erhielt seine musikalische Ausbildung durch seine Mutter. Nach seinem Studium an der San Francisco State University und der University of the Pacific arbeitete er in Spielcasinos in Nevada; 1967 wurde er Mitglied der Air-Force-Band Airmen of Note. Außerdem wirkte er bei Aufnahmen von Cannonball und Nat Adderley, Joe Pass, Arthur Prysock, Clark Terry, Joe Williams und Nancy Wilson mit.
Nach seiner Rückkehr nach San Francisco arbeitete Dobson u. a. mit Woody Shaw, Bud Shank, Frank Rosolino, Freddie Hubbard, Pharoah Sanders, Joe Henderson, Art Pepper (Unreleased Art Vol. VIII: Live at the Winery), Richie Cole, Eddie Jefferson, Mark Murphy und Bobby Hutcherson. 1981 begründete er in San Jose die Veranstaltungsreihe Jazz Series at Garden City, auf der u. a. Stan Getz, Toots Thielemans und Herb Ellis gastierten. Mit eigenem Trio trat Dobson auch 1984 bis 1993 auf dem Monterey Jazz Festival auf; außerdem mit seiner Frau, der Sängerin Gail Dobson. Unter eigenem Namen legte er mehrere Alben vor, Smithzonian (1986,  mit Steve Gadd, Eddie Gomez), Live at Garden City und Sasha Bossa(1988, mit Bobby Hutcherson). 1995 wirkte er als Pianist und Arrangeur bei Ray Browns Album Impressions of Point Lobos mit. Außerdem unterrichtete er an der University of California (Santa Cruz) und der San Jose State University, an der San Jose Jazz Society, der Stanford Jazz Alliance und im Kuumbwa Jazz Center. Er starb 2001 im Alter von 54 Jahren bei einem Verkehrsunfall. Im Bereich des Jazz war er zwischen 1968 und 2012 an 29 Aufnahmesessions beteiligt.
Sein gleichnamiger Sohn (Smith Weed Dobson V) ist Schlagzeuger und Vibraphonist, seine Tochter Sasha Dobson (* 1979) Jazzsängerin.